# 道格拉斯縣 (內華達州)
道格拉斯縣（英語：Douglas County）是美国内华达州西部的一個縣，西鄰加利福尼亚州，面積1,910平方公里，2020年統計人口49,488人。縣治明登（Minden）。該縣成立於1861年，是全州最早的九個縣之一；縣名紀念1860年美国总统选举民主黨的候選人史蒂芬·阿諾·道格拉斯。